# Црква Свете Богородице у Битољу
Црква Свете Богородице налази се у центру града Битоља, на десном брегу реке Драгор. Црква је друга највећа црква у Битољу, изграђена за време 1870-1871, са помоћу ктитора, доктора Константина Мишајкова и Димитрија Робева..
Спомен плоча данас се налази у битољској митрополији. Црква је изграђена у стилу трибродске базилике, са трамовима на јужној, северној и западној страни. Црква је на свим странама украшена фрескама и иконама, има и галерије на спрату. Део цркве има и барокне елементе, који потпадају у стил када је грађена; Битољ је био тада јак трговачки и дипломатски град (Град Конзула), где је буржоазија све више пратила европске вредности.
Црква је у 19. веку била катедрала (саборна црква) Бугарске егзархије, установе која је активно спроводила бугаризацију.

## Унутрашњост
Иконостас је састављен од делова иконостаса цркве Света Богородица из Трнова и од делова цркве Свети Димитрије из Магарева. Делови су рађени од две различне резбарске радње.
У цркви се налазе иконе из 19. и 20. века, рад битољских еснафа.
- Улазак Христа у Јерусалим (Цвети)
- Христос Пантократор